# Независима Македония (1932 – 1934)
Вижте пояснителната страница за други значения на Независима Македония.
„Независима Македония“ с подзаглавие Ежедневен орган на македонските българи е български вестник, редактиран от Владимир Толев (1879 – 1963).
Излиза от 1932 до 1934 година в София, България. Печата се в печатница „Независимост“, както и в „Съгласие“ и „Хр. Д. Стамболски“.
| Годишнина | Броеве   | Дата                                                    |
| --------- | -------- | ------------------------------------------------------- |
| I         | 1 – 2    | 1 юли 1932 – 2 юли 1932                                 |
| ХVII      | 93 – 95  | 12 септември 1932 – 17 март 1934 (под името „България“) |
| ХVII      | 96 – 105 | 12 септември 1932 – 17 март 1934                        |

След втория брой вестникът е преименуван на „България“ с подзаглавие Ежедневен народен вестник и започва да излиза с различна номерация. След три броя си връща оригиналното име, но продължава с новата номерация (от 96 брой). По-късните подзаглавия на вестника са Независим македонски ежедневник (от 96) и Независим македонски вестник (от 105).
Вестникът се опитва да балансира между различните течения във ВМРО. „Съобразява се с програмата и тактиката на Македонския национален комитет, като легален институт“. Излиза с програмата на списание „Независима Македония“. Отречен е от михайловисткото крило на ВМРО.